# Кызылагаш (Бурабайский район)
Кызылага́ш (каз. Қызылағаш, бывшее село и́мени Фру́нзе) — село в Бурабайском районе Акмолинской области Казахстана. Административный центр Абылайханского сельского округа. Код КАТО — 117033100.

## География
Село расположено в северной части района, на расстоянии примерно 29 километров (по прямой) к северу от административного центра района — города Щучинск.
Абсолютная высота — 261 метров над уровнем моря.
Климат холодно-умеренный, с хорошей влажностью. Среднегодовая температура воздуха положительная и составляет около +3,0°С. Среднемесячная температура воздуха в июле достигает +19,0°С. Среднемесячная температура января составляет около -15,2°С. Среднегодовое количество осадков составляет около 450 мм. Основная часть осадков выпадает в период с мая по август.
Ближайшие населённые пункты: село Карабауыр — на востоке, село Акылбай — на юге.

## Население
В 1989 году население села составляло 1538 человек (из них казахи — основное население).
В 1999 году население села составляло 1350 человек (676 мужчин и 674 женщины). По данным переписи 2009 года, в селе проживало 1127 человек (575 мужчин и 552 женщины).
| Численность населения | Численность населения | Численность населения |
| 1989                  | 1999                  | 2009                  |
| --------------------- | --------------------- | --------------------- |
| 1538                  | ↘1350                 | ↘1127                 |

## Улицы[6]
- ул. Абая Кунанбаева
- ул. Алии Молдагуловы
- ул. Жамбыла Жабаева
- ул. Кали Жубандыкова
- ул. Мектеп
- ул. Нурмияша Кобенова
- ул. Сакена Сейфуллина